# Bombardeio do cinema Rex na Antuérpia
O Cinema Rex era um cinema localizado na Keyserlei 15 na Antuérpia, Bélgica. Foi inaugurado em 1935 e foi projetado por Leon Stynen, um arquiteto belga, inspirado nos grandes cinemas americanos.
Em 16 de dezembro de 1944 (primeiro dia da Ofensiva das Ardenas), às 15h20, um foguete V-2 disparado da Holanda (Hellendoorn) pelo SS Werfer Battery 500 caiu diretamente no teto do cinema durante a exibição do filme "The Plainsman". Havia aproximadamente 1.100 pessoas dentro do cinema e a explosão matou 567 pessoas, incluindo 296 militares aliados (194 outros militares ficaram feridos) e 11 edifícios no total destruídos.
Demorou quase uma semana para retirar todos os corpos dos escombros. Foi o maior total de mortes de um único ataque de foguete durante a guerra. Após o ataque, todos os locais de apresentações públicas foram fechados e o conselho municipal ordenou que no máximo 50 pessoas pudessem se reunir em qualquer local.
O teatro foi reconstruído em 1947, mas fechou em 1993 e foi demolido em 1995.